# РК Вардар
Рукометни клуб Вардар 1961 је рукометни клуб из Скопља, Северна Македонија. Клуб је основан 1961. године и тренутно се такмичи у Суперлиги Македоније, регионалној СЕХА лиги и ЕХФ Лиги шампиона. Своје домаће утакмице игра у Јане Сандански Арени капацитета 7.500 седећих места.

## Историја
РК Вардар је основан 1961. као део Спортског друштва Вардар, које је основано 1947. Клуб није имао већих успеха током периода бивше Југославије, а нагли успон клуба почео је 90-их након стицања независности Северне Македоније. Од тада је освојио рекордних 13 титула првака Македоније, 13 трофеја националног купа и 5 трофеја у регионалној СЕХА лиги. Поред домаћих успеха, клуб је у сезонама 1998/99., 2004/05. и 2010/11. стизао до полуфинала Купа победника купова.
Вардар је свој врхунац доживео у сезони 2016/17. у којој је постао првак Европе тријумфом на финалном турниру у Келну победама над фаворизованим Веспремом у полуфиналу и Париз Сен Жерменом у финалу. Фантастична сезона је заокружена освајањем нове "дупле круне" у Северној Македонији као и тријумфом у регионалној СЕХА лиги. 
Успех из сезоне 2016/17. Вардар је поновио и у сезони 2018/19. када је освојио првенство Северне Македоније, СЕХА лигу и круну сезоне ЕХФ Лигу шампиона победом над Барселоном у полуфиналу 29:27 и у великом финалу над Веспремом резултатом 27:24.

## Успеси

### Домаћа такмичења
- Суперлига Македоније
  -  (15) : 1998/99, 2000/01, 2001/02, 2002/03, 2003/04, 2006/07, 2008/09, 2012/13, 2014/15, 2015/16, 2016/17, 2017/18, 2018/19, 2020/21, 2021/22.
  - Вицепрвак (7) : 1999/00, 2005/06, 2007/08, 2009/10, 2010/11, 2011/12, 2013/14.

- Куп Македоније
  -  (14) : 1997, 2000, 2001, 2003, 2004, 2007, 2008, 2012, 2014, 2015, 2016, 2017, 2018, 2021, 2022.

- Суперкуп Македоније
  -  (3): 2017, 2018, 2019.

### Регионална такмичења
- СЕХА лига
  -  (5) : 2011/12, 2013/14, 2016/17, 2017/18, 2018/19.
  - Вицепрвак (3) : 2012/13, 2015/16., 2019/20.

### Међународна такмичења
- Лига шампиона
  -  (2) : 2016/17, 2018/19.

- Куп победника купова
  - Полуфинале (3) : 1998/99, 2004/05, 2010/11.

## Тренутни састав
Од сезоне 2022/23.
| Голмани (GK) - 01 Борко Ристовски - 12 Мартин Томовски - 99 Васил Гогов Лева крила (LW) - 03 Дејан Манасков - 14 Јан Чувара Десна крила (RW) - 09 Гоце Георгиевски - 45 Дарко Ђукић - 77 Ален Кјосевски Пивоти (P) - 05 Стојанче Стоилов - 18 Милан Лазаревски - 55 Стефан Атановски | Леви бек (LB) - 28 Филип Талески - 97 Марко Мишевски Средњи бек (CB) - 10 Андреј Добрковић - 11 Мартин Карапалевски - 24 Анте Гаџа Десни бек (RB) - 08 Жоел Куни Моралеш - 21 Давид Савревски |